# ローレンス・バース＝ベッキング

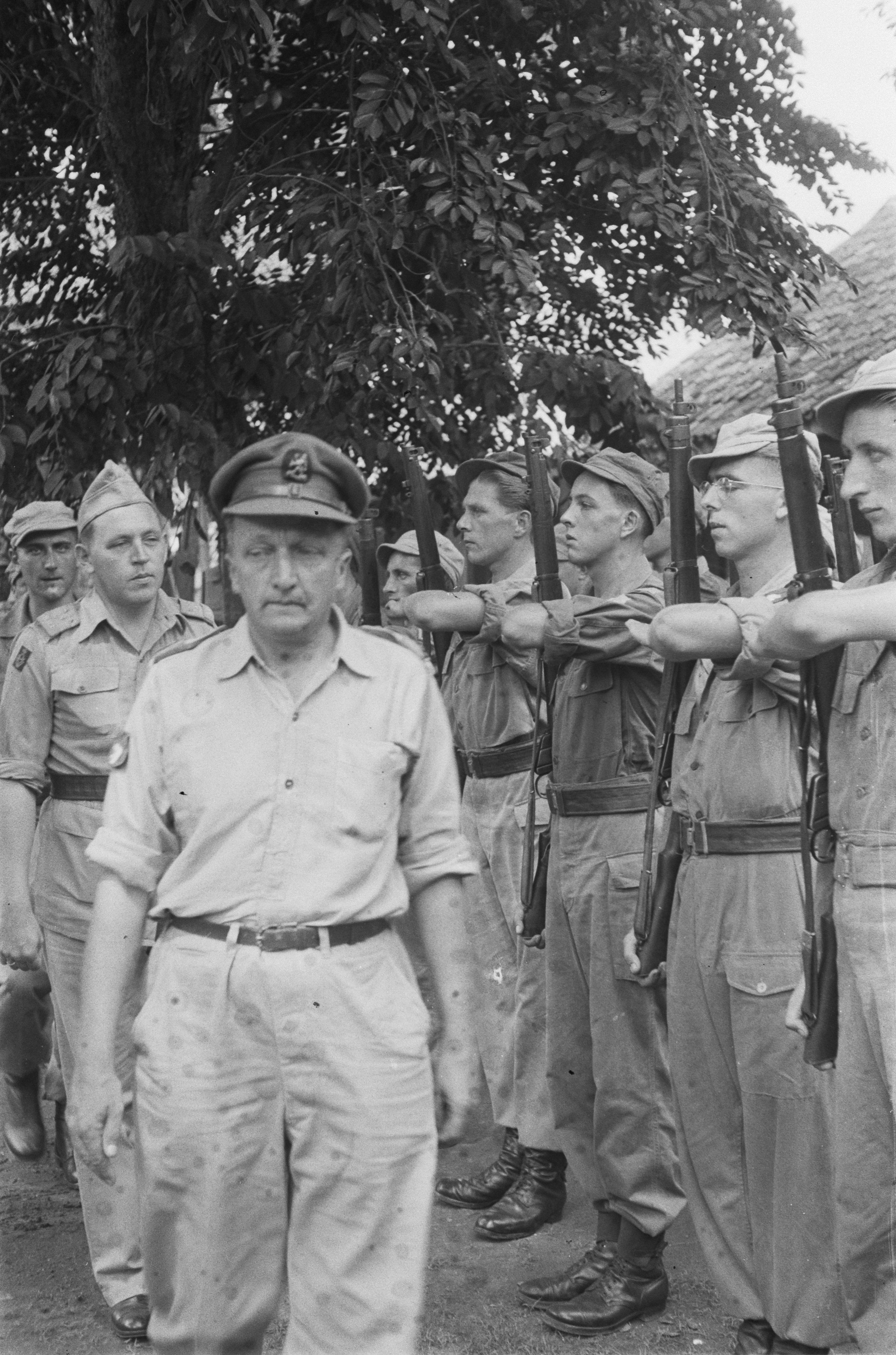
ローレンス・バース＝ベッキング (1946)

ローレンス・バース＝ベッキング（Lourens Gerhard Marinus Baas Becking、1895年1月4日 – 1963年1月6日）は、オランダの菌類学者である。微生物については、生物地理学的な空間分布は存在しないという、バース＝ベッキングの仮説、"Everything is everywhere, but the environment selects"（「環境要因が選択しなければ、すべてがどこにでもいる」）などで知られる。

## 略歴
デーフェンテルに生まれた。デルフト大学で医学を学んだ後、ユトレヒト大学で植物学を中心に生物学を学んだ。アメリカ合衆国で、遺伝学のトーマス・ハント・モーガンの研究室で研究し、1923年にスタンフォード大学の教授となり、農学（economic botany）、植物生理学を教えた。
カリフォルニア州、パシフィック・グローブのジャック・レーブ海洋研究所の所長として行った、極限環境生物学（extremophiles）分野の研究がその後の研究に影響した。塩湖やメタンが多いカリフォルニアの貯水池の生物相を研究した。
1930年にオランダに戻り、ライデン大学の生物学の教授、ライデン植物標本館の館長となった。バース・ベッキングの仮説を提唱するのはライデン大学の教授の時代である。1940年にジャワ島のボゴール植物園の園長に任じられ、植物園の再建のための方策に着手した。家族は1940年にインドネシアに渡ったが、バース＝ベッキングは第二次世界大戦のドイツのオランダ占領のためにオランダを離れられなかった。2度、イギリスへの脱出を試みたことにより、収容所に収監され、収容所内で流行したチフスの研究を行い、植物地理学の著書の執筆を始めた。
戦後もインドネシア独立戦争のためボゴール植物園の園長としての職務は行えず、1948年に南太平洋委員会の科学評議会長として、ニューカレドニアに赴任した。

## 著作
- Preliminary statement regarding the diatom "epidemics" at Copalis beach, Washington,: And an analysis of diatom oil. 1927
- Studies on growth: part I. The point binomial and its derviatives In: Stanford University publications. 1926
- Studies on growth:Part II. Experimental data--application of the theory. In: Stanford University publications. University series. Biological sciences. 1926
- The physical state of protoplasm In: Verhandelingen der Koninklijke Akademie van Wetenschappen te Amsterdam, Afdeeling Natuurkunde. 1928, 2. Teil
- Geobiologie: of Inleiding tot de Milieukunde. Den Haag, 1934
- Preliminary list of plants introduced into Tahiti In: South Pacific Commission. 1950
- Hortus Academicus Lugduno-Batavus, 1587-1937. 1938 (mit H. Veendorp)